# ميشيل باريت
ميشيل باريت هو فكاهي ‏ وممثل كندي، ولد في 26 أبريل 1957 في شيكوتيمي في كندا.

## وصلات خارجية
- الموقع الرسمي
- ميشيل باريت على موقع IMDb (الإنجليزية)
- ميشيل باريت على موقع ألو سيني (الفرنسية)
- ميشيل باريت على موقع ميوزك برينز (الإنجليزية)
- ميشيل باريت على موقع أول موفي (الإنجليزية)
- ميشيل باريت على موقع قاعدة بيانات الأفلام السويدية (السويدية)
- ميشيل باريت على موقع قاعدة بيانات الفيلم (الإنجليزية)
- ميشيل باريت على موقع كينوبويسك (الروسية)